# Lindsay Bernard Hall

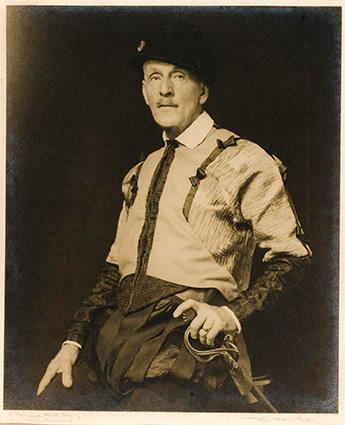
Lindsay Bernard Hall in den 1920er Jahren, gekleidet in ein italienisches Mittelalterkostüm und einem Schwert, im Studio des Fotografen Pegg Clarke

Lindsay Bernard Hall (* 28. Dezember 1859 in Garston, Liverpool; † 14. Februar 1935 in London) war ein britisch-australischer Maler, Lehrer und Museumsdirektor, der besonders für seine langjährige Leitung der National Gallery of Victoria in Melbourne bekannt wurde.

## Leben

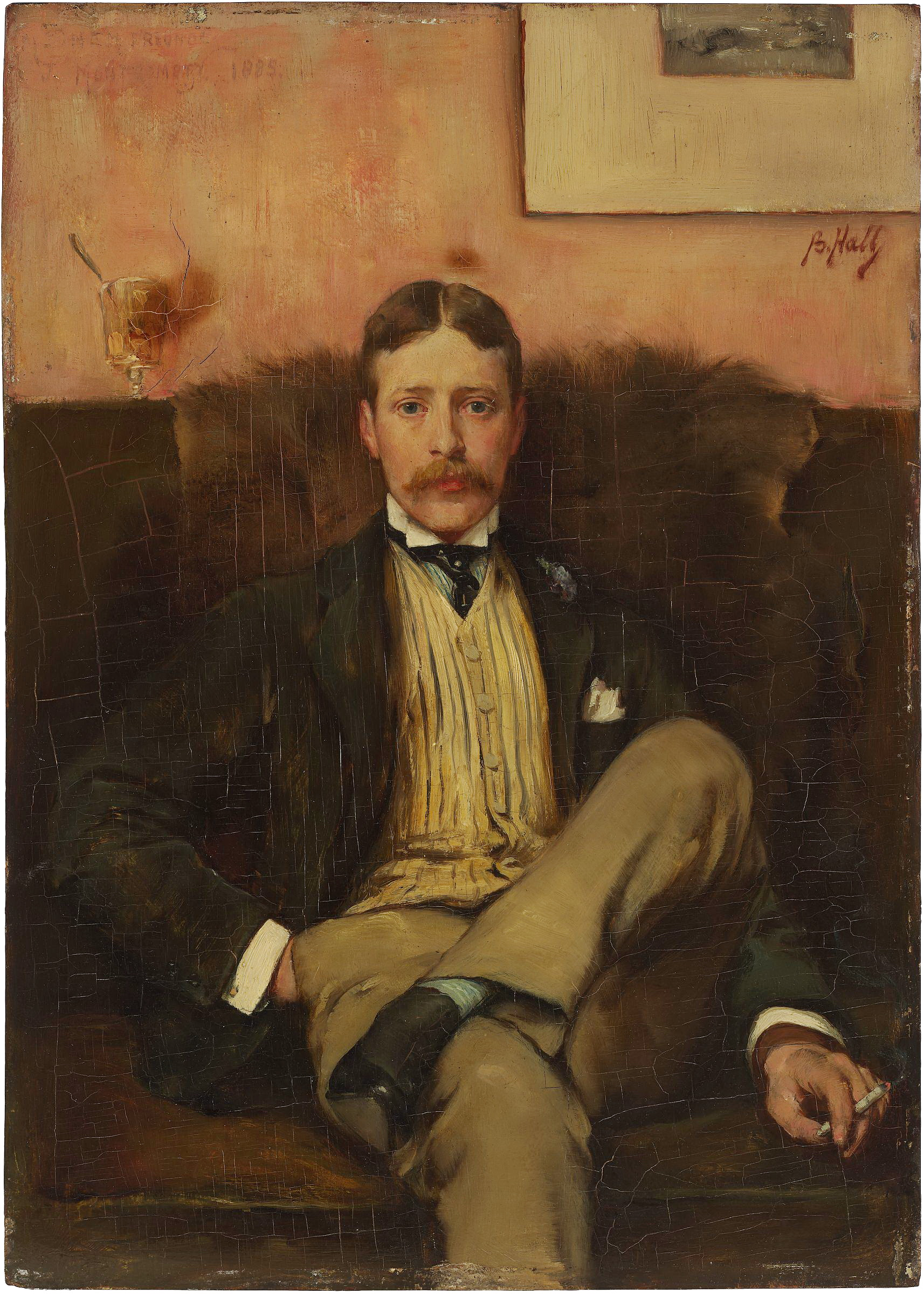
J. Montgomery, Esquire, 1885, bezeichnet oben links: „MEINE FREUNDE / J. MONTGOMERY 1885“. National Gallery of Australia, Canberra

Lindsay Bernard Hall wurde 1859 in Garston, Liverpool, England, geboren und wuchs in einer wohlhabenden und gebildeten Familie auf. Nach dem Besuch der Kensington Grammar School und des Cheltenham College begann er 1874 ein Kunststudium am Royal College of Art in South Kensington. Dort wurde er von Edward Poynter unterrichtet, der großen Wert auf technische Fertigkeiten und das Aktzeichnen legte. Halls Respekt für handwerkliches Können prägte seine gesamte Karriere. Er setzte seine Studien an der Kunstakademie in Antwerpen bei Charles Verlat und später in München bei Ludwig von Löfftz fort.

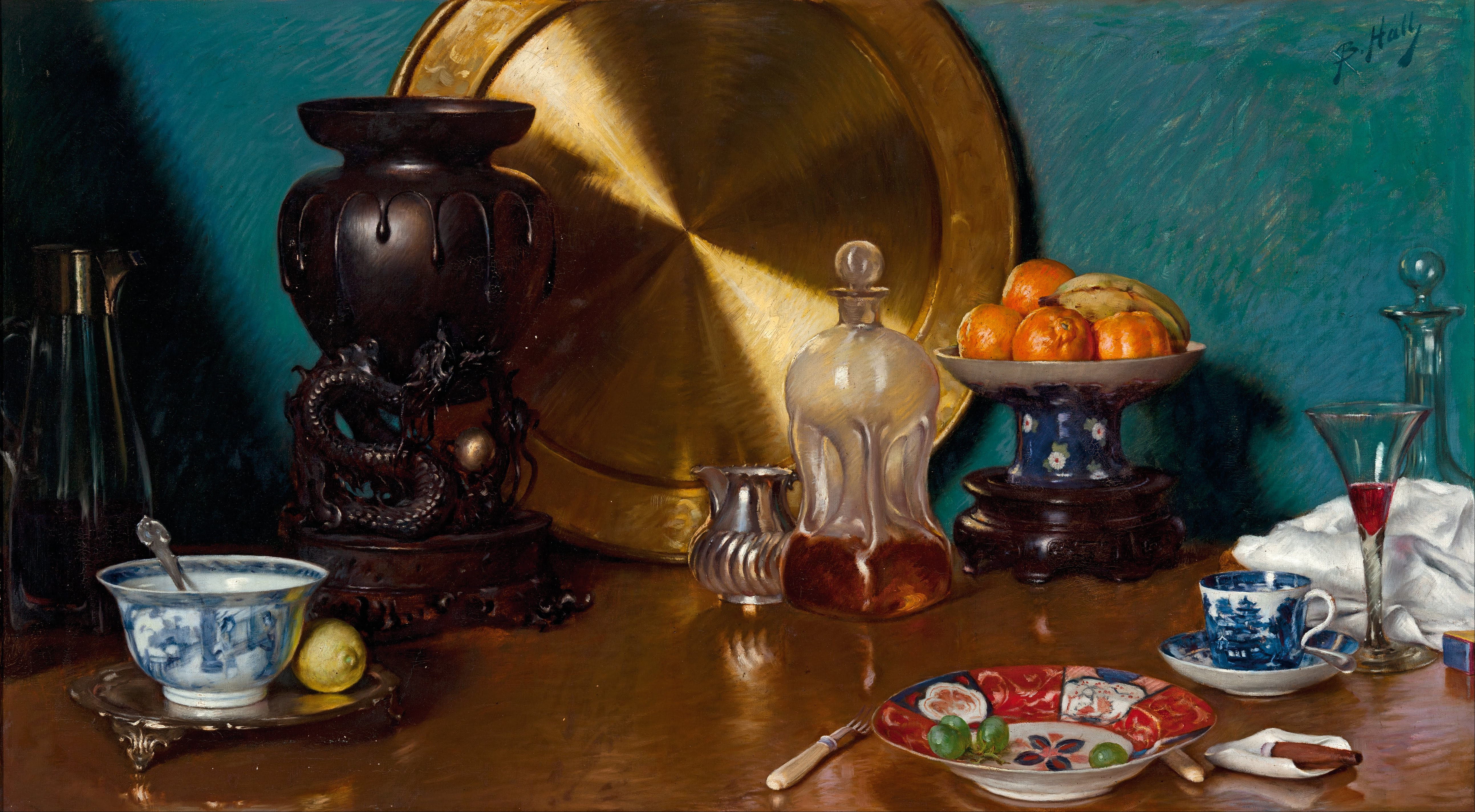
After dinner, um 1901. Art Gallery of South Australia

1882 kehrte Lindsay Bernard Hall nach London zurück, wo er als Maler und Illustrator tätig war. Seine Werke wurden in der Royal Academy of Arts ausgestellt und er war Gründungsmitglied des New English Art Club. 
1891, nach dem Tod von George Frederick Folingsby, wurde Hall in Australien zum Direktor der National Gallery of Victoria und Leiter der angeschlossenen Kunstschule ernannt. In dieser Funktion prägte er das kulturelle Leben Melbournes entscheidend mit. Zu seinen Aufgaben gehörte es auch, die Kuratoren der Galerie beim Ankauf von Kunstwerken zu beraten, was nicht selten zu Spannungen führte. Dennoch gelang es ihm dank seiner Expertise, bedeutende Werke wie „Okehampton“ von Joseph Mallord William Turner und „Boulevard Montmartre“ von Camille Pissarro für die Galerie zu erwerben.
Lindsay Bernard Hall vertrat die Ansicht, dass es in der Kunst nichts Unmoralischeres gebe als eine schlechte Maltechnik. Seine Lehrmethoden an der Kunstschule folgten dem „Münchner System“, das auf einer strukturierten, tonalen Malweise basierte. Er bildete viele bedeutende australische Künstler aus, darunter James Quinn, Hugh Ramsay und Margaret Preston. Trotz seiner intensiven administrativen Aufgaben widmete sich Lindsay Bernard Hall auch seiner eigenen Malerei, die hauptsächlich aus Stillleben und Aktdarstellungen bestand. Seine Werke befinden sich in mehreren australischen Sammlungen, darunter die National Gallery of Victoria und die Art Gallery of New South Wales. Halls Werk und Einfluss trugen wesentlich zur Entwicklung der australischen Kunstszene bei.
Lindsay Bernard Hall verstarb am 14. Februar 1935 in London. Er hinterließ seine Frau Harriet Grace Thomson, zwei Söhne und eine Tochter.